# Melicope pseudoanisata
Melicope pseudoanisata är en vinruteväxtart som först beskrevs av Joseph Rock, och fick sitt nu gällande namn av T.G. Hartley & B.C. Stone. Melicope pseudoanisata ingår i släktet Melicope och familjen vinruteväxter. Inga underarter finns listade i Catalogue of Life.